# Азербайджанский джаз

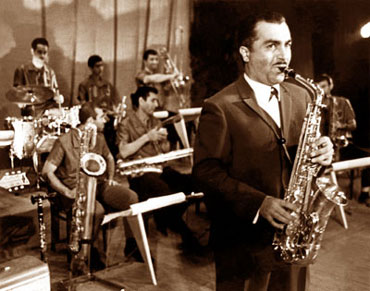
Тофик Ахмедов, руководитель джазового оркестра радио и телевидения Азербайджана в 60-х годах.

Азербайджанский джаз — разновидность джаза, основанного на традициях мугама. Азербайджанский джаз зародился в Баку благодаря его основателю, музыканту и композитору Вагифу Мустафа-заде. В азербайджанском этно-джазе, или джаз-мугаме, в зависимости от фантазии исполнителей сочетаются новоорлеанские ритмы и музыкальные традиции Востока.

## Ранняя история

### Появление джаза в Азербайджане
В начале XX века, когда город Баку, будучи известным как «производитель половины всей нефти мира», переживал экономический подъём, в Азербайджане стало появляться всё больше предприимчивых бизнесменов, архитекторов, купцов, учёных, а также деятелей искусства и иностранной культуры. Волна новой музыки, захлестнувшей весь мир, дошла и до Азербайджана. Из газетных статей того времени известно, что в ресторанах Баку играли «очень интересную музыку под непривычным названием — джаз».
Однако это искусство было некоторое время предано забвению после прихода Советской власти, поскольку официально джаз считался чуждым для советских людей искусством.

### Зарождение азербайджанского джаза
История азербайджанского джаза берет своё начало с 30-х годов XX века. Первый джазовый оркестр в Баку в 1938 году создали знаменитые азербайджанские композиторы Ниязи и Тофик Кулиев, выступавший в молодости с первым джазовым оркестром СССР, оркестром Александра Цфасмана. Оркестр Кулиева и Ниязи, называвшийся «Государственным Эстрадным Оркестром» (его также называли «Государственный джаз»), стал основой азербайджанского джаза. В состав «Государственного джаза» входили три тромбона, пять саксофонов, три трубы, рояль, гитара и ударные инструменты. На первом концерте, наряду с джазовой классикой, исполнялись и пьесы самих Ниязи и Тофика Кулиева. Приблизительно в это же время на саксофоне исполнялись импровизации для лада мугам «Чаргях». В 1941—1945 годах и после окончания Великой Отечественной войны руководителем Государственного Эстрадного Оркестра был Рауф Гаджиев. В 1945 в Баку гастролировал джаз-оркестр Эдди Рознера, ведущим солистом которого был саксофонист Парвиз Рустамбеков, один из первых джазовых импровизаторов в СССР.

## Послевоенные годы
После окончания Великой Отечественной войны, в 50-60-х годах развитию джаза в Азербайджане сильный урон нанесла антизападная пропаганда СССР. В 1945 году джаз был запрещён Сталиным как «опасная капиталистическая музыка». Однако, несмотря на поставленные запреты, любители джаза слушали западные радиостанции, а после старались исполнить услышанное. В 60-х годах при поддержке и руководстве Кара Караева, Ниязи,Тофика Кулиева, Рауфа Гаджиева, в Азербайджане началась вторая жизнь эстрадной и джазовой музыки. «Гая», квартет Рафика Бабаева и Вагифа Мустафазаде. В 60-х годах руководителем джазового оркестра радио и телевидения Азербайджана был Тофик Ахмедов, игравший до этого на саксофоне в московском оркестре Эдди Рознера. В его оркестре начинал свой творческий путь и знаменитый певец Муслим Магомаев. Будучи единственным солистом этого оркестра, Муслим Магомаев выступал с ним в составе советской делегации на VIII Всемирном фестивале молодёжи и студентов в Хельсинки.
С именами Вагифа Мустафазаде и Рафика Бабаева следует связать расцвет азербайджанского джаза 1960-х годов. Они экспериментировали, создавая единую музыку на основе джазовых ритмов и азербайджанской народной музыки.

## Современный период
Азербайджанский джаз и сегодня продолжает динамично развиваться. В Баку проводятся джаз-фестивали, семинары с участием западных джаз-музыкантов.
Большой вклад в развитии джазовой музыки Азербайджана принадлежит заслуженному артисту Азербайджана саксофонисту Раину Султанову. Он стал автором двух книг «Антология джаза в Азербайджане» (2004 г.) и «История азербайджанского джаза» (2015 г.) в которых проведён анализ исторического пути развития джаза в Баку от истоков до современности. Презентацией книги Раина Султанова «История азербайджанского джаза» был отмечен в Всемирный День Джаза в Баку представительством Юнеско в Азербайджане. В 2014 году Раином Султановым был создан международный проект «Voice of Karabakh», объединивший этническую азербайджанскую, джазовую и классическую музыки, который стал музыкальным протестом всем войнам, насилию и агрессии. С данным проектом Султанов выступил на сценах Центра Гейдара Алиева, а также в Москве в дни, посвящённые Ходжалинской трагедии. Проект был записан в норвежской звукозаписывающей студии Rainbow.
С 2005 года в Баку начал свою деятельность журнал Jazz Dunyasi. Главный редактор журнала Лейла Эфендиева — представитель азербайджанского джаза в Баку и за рубежом, выступает и участвует на международных выставках и конференциях. Посредством журнала Jazz Dunyasi международные организации ближе ознакомились с историей, музыкантами и деятелями азербайджанского джаза. Журнал Jazz Dunyasi вошел в двадцатку лучших джаз журналов мира.
Первый джаз-фестиваль в Баку был проведён в 1969 году, и после 33-летнего перерыва эта традиция возобновилась.
В июне 2005 года в бакинской филармонии был проведён концерт-семинар при поддержке посольства Норвегии под названием «Baku Jazz Bridges», с участием музыкантов из США, Азербайджана и Норвегии.
В мае 2009 года в Джаз-центре Баку был проведён «Британо-азербайджанский джазовый саммит» с участием известных британских джазменов Кенни Уилера и Пола Кларвиса и их групп, а также таких азербайджанских музыкантов, как Шаин Новрасли, Раин Султанов и других. В качестве официального спонсора мероприятия выступила компания «Британские Авиалинии».
Азербайджанские исполнители джаза являются участниками и победителями многих международных джаз-фестивалей и конкурсов, последним из которых стал международный джаз-фестиваль в Монтрё (Швейцария). На прошедшем с 3 по 18 июля 2009 года 43-м Джаз-фестивале в Монтрё Азербайджан в проекте «Восточные сладости» (Eastern Delights) представляли такие исполнители и группы, как трио Азизы Мустафа-заде, трио Эмиля Ибрагима, квартет Зульфигара Багирова, Исфар Сарабский, группа Бакустик Джаз во главе с Салманом Гамбаровым.
Одним из важных составляющих проходящего с ноября 2009 года по март 2010 года в Лондоне проекта «Бута: Фестиваль Азербайджанской культуры» является также азербайджанский джаз. Джаз в этом проекте представлен такими именами, как Шаин Новрасли и Исфар Сарабский. Первым по графику мероприятием, прошедшим в Куин Элизабет Холл в Лондоне (Queen Elizabeth Hall), стал проект «Нефть и Джаз» («Oil and Jazz») с участием ведущих исполнителей азербайджанского джаза — джаз-мугама.
25 ноября 2009 года Шаин Новрасли выступил в Куинн Элизабет Холл (Queen Elizabeth Hall) совместно с Яном Беллами (Iian Bellamy) и Тимом Гарландом (Tim Garland). 26 ноября того же года в «Клубе 606» в Лондоне прошло его выступление при участии Яна Беллами (Iian Bellamy), Тима Гарланда (Tim Garland) и Малколма Крисса (Malcome Cresse). Другой исполнитель азербайджанского джаза — Исфар Сарабский выступил на сценах Лондона 7 и 9 декабря 2009 года.

## Baku Jazz festival
В 2005 году основателем и генеральным директором Азербайджано-британского СП «АзЕвроТел» Нури Ахмедовым был организован фестиваль «Baku International Jazz Festival 2005». В нём приняли участие музыканты из 12 стран мира, в том числе Джо Завинул, Бобо Стенсон, Мария Жуан Пиреш, российский квартет Якова Окуня, саксофонист Грег Озби, джаз-музыканты и исполнители из Азербайджана.
Фестиваль впоследствии стал ежегодным.
С 2005 года при поддержке Министерства культуры и туризма Азербайджана журналом «Jazz Dünyasi» («Мир джаза») были проведены фестивали, в которых приняли участие звезды мирового джаза Эл Джерро, Херби Хэнкок, Маркус Миллер, Кенни Гарретт, Джошуа Редман, Дайана Кролл, Дайана Ривз, Авишай Коэн[уточнить].
В 2005 году журналом «Jazz Dunyasi» был запущен международный проект «I am Jazzman!» — конкурс молодых исполнителей джаза, победителями которого стали Исфар Сарабский, Риад Маммадов, Алина Ростоцкая.
В 2016 году Баку джаз фестиваль вошел в Европейскую Ассоциацию Джаза (European Jazz Network EJN).

### 2024
С 17 по 27 октября 2024 года проводится Baku Jazz festival 2024. Лозунгом фестиваля является «Осенние джазовые импровизации». Фестиваль проводится в Международном центре мугама, Азербайджанской национальной консерватории, на площадке «Jolly Joker», в университете ADA.
На фестивале будет проведена выставка «Джаз на шёлке», фотовыставка «Best World Jazz Photo», презентованы арт-эскизы «Jazz & Art», пройдёт презентация книги Бахрама Багирзаде «Джаз для детей».
На фестивале будут представлены традиционный джаз, этно-джаз, босса-нова, джаз-рок.
Среди участников трио «Interplay», американская вокалистка Шерил Райли.

## Известные исполнители
- Вагиф Мустафа-заде
- Рафик Бабаев
- Джамиль Амиров
- Тофик Джабаров
- Салман Гамбаров
- Раин Султанов
- Амина Фигарова
- Азиза Мустафа-заде
- Шаин Новрасли
- Севда Алекперзаде
- Тофик Шабанов